# Peter Toogood
Peter A. Toogood MBE  (City of Adelaide (gebied), 11 april 1930 – Tasmanië 5 juni 2019) was een Australisch golfprofessional, hij was tevens de oprichter van het Australian Golf Museum in Bothwell, Tasmanië, waar zich de oudste golfbaan van Australië bevindt, de Ratho Golf Links uit 1840.
Peter was de zoon van Alf en Ethel Toogood en de broer van John Toogood. Alf Toogood kwam in 1935 naar Australië om pro op de Kingston Beach Golf Club te worden. Alf kreeg een huisje op de golfbaan en Peter en John groeiden dus met golf op. Alf maakte zelf de eerste hickory golfstokken voor zijn zonen. Zijn eerste hole-in-one  maakte Peter onder toeziende blik van Richard Moser, de secretaris van Kingston Beach. Moser liet zijn hond en stond te kijken hoe Peter op hole 7 afsloeg. Het een par 3 van 100 meter. Later in zijn leven maakte Peter nog tien keer een hole-in-one.
Peter werd topamateur. Hij was in 1950 en 1952 de beste amateur bij het Australisch Open, dat gewonnen werd door zijn landgenoot Norman Von Nida, en in 1954 was hij de beste amateur bij het Brits Open, dat door zijn landgenoot Peter Thomson gewonnen werd. Zelf eindigde hij op de 15de plaats.
Hij won het Tasmanian Open acht keer, in 1950 won zijn vader.
In 1954 speelden de twee broers tegen elkaar in de finale van het Australisch Amateur, John verloor. TOOGOOD TOO GOOD FOR TOOGOOD stond de volgende dag in de krant.
In 1958 speelde hij de eerste editie van de Eisenhower Trophy. Australië werd kampioen, zijn teamgenoten waren Douglas Bachli, Bruce Devlin, Robert F. Stevens.
Toogood heeft ook enkele golfbanen ontworpen, w.o. de Llanherne Golf Club en de Thirlstane Golf Club.

## Gewonnen
Onder meer:
- Australian Amateur: 1954
- New Zealand Amateur: 1956
- Tasmanian Open: 1949, 1951, 1954, 1955, 1956, 1957, 1958, 1959

## Teams
- Eisenhower Trophy: 1958 (winnaars)

## Eerbetoon
- In 1955 werd hij 'Tasmanian Sportsman of the Year'.
- In 1981 werd hij benoemd tot Lid in de Orde van het Britse Rijk wegens zijn verdienste op het gebied van educatie en golf.
- Tasmanian Sporting Hall of Fame, 2008